# Reproductor autònom
Un reproductor autònom (en anglès, stand-alone player) és una aplicació capaç de funcionar i reproduir els fitxers per als quals està preparat sense necessitat d'instal·lar res més que la mateixa aplicació. Aquest tipus de reproductors són especialment buscats per a fitxers tipus QuickTime, Flash o per a reproduir DVD.